# Françoise Giroud

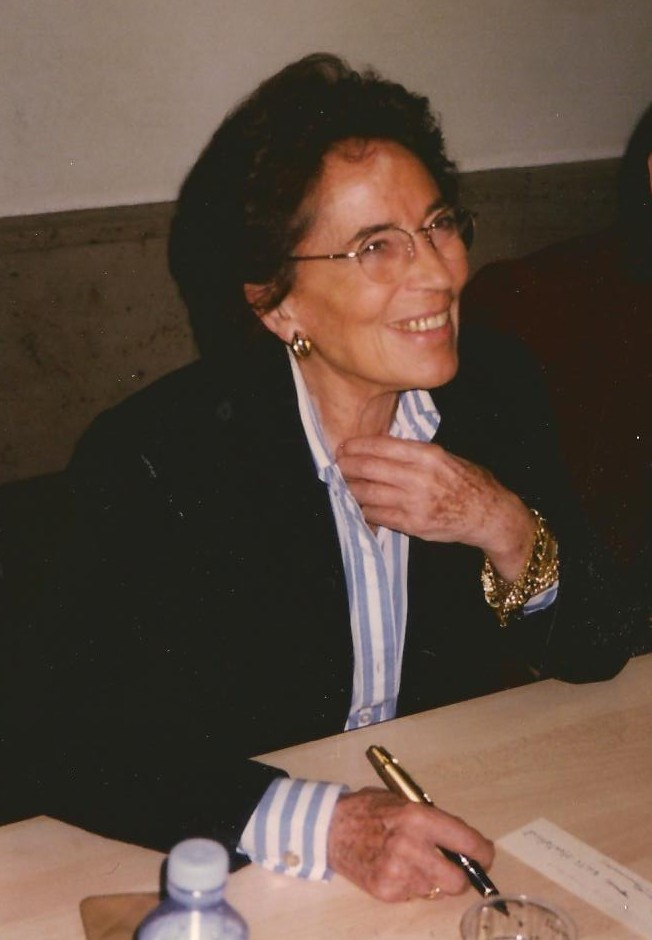
Françoise Giroud (1998)

Françoise Giroud (Geburtsname: Léa France Gourdji; geboren 21. September 1916 in Genf oder Lausanne; gestorben 19. Januar 2003 in Paris) war eine französische Journalistin, Drehbuchautorin, Schriftstellerin und Politikerin, die sich für den Feminismus engagierte.

## Leben
Léa France Gourdji entstammte einer Familie orientalischer Juden in osmanischen Diensten, die sich nach dem Ersten Weltkrieg in Frankreich niederließ. Als ihr Geburtsort wurde Genf eingetragen, tatsächlich soll sie in Lausanne zur Welt gekommen sein. Ihr Vater, Salih Gourdji, war zunächst Direktor der Osmanischen Telegraphenagentur in Istanbul, dann Herausgeber der Zeitung La Turquie nouvelle in Paris. Ihre in Thessaloniki geborene Mutter, Elda Faraggi (1882–1959), war die Tochter eines Colonels und Arztes der osmanischen Armee. Salih Gourdji starb 1927 an den Folgen einer Syphiliserkrankung.
Léa France Gourdji erhielt ihre schulische Ausbildung am Collège von Groslay und am Lycée Molière in Paris. Um nach dem frühen Tod des Vaters zum Familieneinkommen beitragen zu können, verließ sie die Schule mit vierzehn Jahren, ließ sich zur Stenotypistin ausbilden und arbeitete in einer Pariser Buchhandlung. Der Filmregisseur Marc Allégret stellte sie erstmals 1932 als Scriptgirl ein. In den folgenden Jahren wurde sie eine der ersten weiblichen Regieassistenten, verfasste Drehbücher und arbeitete so insgesamt an circa 30 Filmen mit, als Scriptgirl an Die große Illusion (1937) von Jean Renoir, als Regieassistentin an Sous les yeux d’Occident und Aventure à Paris (beide 1936) von Marc Allégret, als Drehbuchautorin an Fantômas von Jean Sacha und Zwei in Paris von Jacques Becker (beide 1947) und an Wo der heiße Wind weht von Jules Dassin (1959).
Um der Judenverfolgung während der deutschen Besetzung Frankreichs im Zweiten Weltkrieg zu entgehen, flohen Gourdji und ihre Mutter 1940 nach Clermont-Ferrand in der Freien Zone. Im April 1942 wurden die beiden Frauen in der Kirche von Montcombroux-Vieux-Bourg (Département Allier) vom örtlichen Geistlichen katholisch getauft; ihr Gemeindeeintritt wurde dabei auf das Jahr 1917 datiert. Auf den Namen Françoise Giroud, dem Pseudonym, unter dem sie bereits 1938 für den französischen Rundfunk tätig war, erwarb Gourdji eine Arbeitserlaubnis und kehrte zur Filmproduktion nach Paris zurück. Im Juni 1942 erhielt sie die Genehmigung, am Institut des hautes études du cinéma zu arbeiten. Wegen Botendiensten für die Résistance wurde sie im März 1944 im Gefängnis von Fresnes inhaftiert. Im Juni kam sie auf Fürsprache Joseph Joanovicis, eines Unternehmers und Kollaborateurs der deutschen Besatzer, frei.
Im Jahr 1943 schrieb sie Artikel für Le Pont, eine von der Propagandastaffel der Besatzungsmacht gegründete Zeitschrift für das französische Publikum. Nach Kriegsende wurde sie von Hélène Lazareff zur Redaktionsleiterin der neuen Frauenzeitschrift Elle berufen, die sich als modern und feministisch verstand. Sie schrieb auch Artikel für France Dimanche, L’Intransigeant und France Soir.
Aus ihrer 1946 geschlossenen und 1961 geschiedenen Ehe mit dem Filmproduzenten Anatole Eliacheff entstammt eine 1947 geborene Tochter, die Psychoanalytikerin und Drehbuchautorin Caroline Eliacheff.
1953 war Giroud neben dem bekannten Linksintellektuellen Jean-Jacques Servan-Schreiber eine Mitbegründerin des Nachrichtenmagazins L’Express und gehörte viele Jahre dessen Redaktion an. Sie prägte die journalistische Arbeit des Magazins und wurde zu einer führenden Vertreterin des Feminismus in Frankreich.
Am 16. Juli 1974 berief sie Staatspräsident Valéry Giscard d’Estaing als Staatssekretärin für Frauenfragen im Ministerium für Kultur in die Regierung von Premierminister Jacques Chirac. Sie bekleidete dieses Amt bis zum Ende der Regierung Chirac am 24. August 1976 und war von diesem Tag bis zum 30. März 1977 Staatssekretärin für Kultur im Kabinett von Premierminister Raymond Barre. Aus dieser Zeit ist ihr Ausspruch bekannt: „Die Frau wird erst an dem Tag mit dem Mann wirklich gleichberechtigt sein, wenn man auf einen bedeutenden Posten eine inkompetente Frau beruft.“
Giroud schied aus der Politik aus, nachdem sie beschuldigt worden war, im Wahlkampf zu Unrecht behauptet zu haben, sie habe 1945 eine Ehrenmedaille für ihre Verdienste in der Résistance erhalten. Tatsächlich wurde, wie sich infolge der Vorwürfe klärte, in dem betreffenden Jahr ihrer Schwester, Djénane Gourdji, die eine Widerstandszelle in Clermont-Ferrand gegründet hatte und 1941 in das Konzentrationslager Ravensbrück deportiert wurde, eine solche Auszeichnung zuerkannt. Giroud erklärte, sie habe ihre Medaille nie entgegengenommen, doch existiere ein Brief ihrer Mutter, in dem diese die Verleihung an sie und ihre Schwester angekündigt habe.
Neben ihrem Regierungsamt begann Giroud Bücher zu schreiben, die in viele Sprachen übersetzt wurden, darunter Ce que je crois (1975) und La Comédie du pouvoir (1977). Zu ihren Bestsellern gehörten der 1983 erschienene Roman Le bon plaisir und Les hommes et les femmes (1993). Le bon plaisir wurde 1984 von Francis Girod mit Catherine Deneuve und Jean-Louis Trintignant in den Hauptrollen verfilmt (deutscher Filmtitel: Le bon Plaisir – Eine politische Liebesaffäre). Das Buch erzählt von einem Staatspräsidenten, der die Existenz eines unehelichen Kindes verheimlicht hat. Giroud erklärte später, dass die Romanfigur nicht François Mitterrand nachgebildet sei, von dessen außerehelicher Tochter sie zum Zeitpunkt des Entstehens des Romans nicht gewusst habe. Das Drehbuch zum Film war 1985 für den französischen Filmpreis César nominiert. Bei den Filmfestspielen von Cannes 1990 war Giroud Mitglied der von Bernardo Bertolucci geleiteten Jury.
Nach dem Ausscheiden aus der Politik 1977 wurde Giroud vom inzwischen an den Großinvestor James Goldsmith verkauften L'Express nicht wieder eingestellt. Sie schrieb Kolumnen in der Sonntagszeitung Le Journal du Dimanche und von 1983 bis zu ihrem Lebensende für das Nachrichtenmagazin Le Nouvel Observateur.
Giroud verfasste Biografien bedeutender Frauen wie Marie Curie, Alma Mahler-Werfel, Jenny Marx und Cosima Wagner. 1999 erschienen ihre Memoiren, Ist es nicht herrlich, glücklich zu sein?
In frühen Jahren dichtete sie auch Texte zu Kompositionen von Loulou Gasté und komponierte einige Lieder für Danielle Darrieux et Tino Rossi.
Giroud bezeichnete sich als Atheistin, verfocht das Prinzip des Antiklerikalismus der französischen Republik und leugnete, wie sie es in ihrer Jugend ihrer Mutter versprochen haben will, ein Leben lang ihre jüdische Herkunft. Diese offenbarte sie erst 1988 ihrem Enkel, dem Schauspieler und späteren Rabbiner Nicolas Hossein, und äußerte sich darüber zudem in ihrem Roman Les Taches du léopard, der im Jahr 2003 postum veröffentlicht wurde.
Nach einem Sturz bei einem Opernbesuch am 16. Januar 2003 fiel sie am folgenden Tag ins Koma und starb am 19. Januar im Amerikanischen Krankenhaus von Paris. Sie wurde im Krematorium des Friedhofs Père-Lachaise eingeäschert. Auf ihren Wunsch wurde die Asche von ihrer Tochter, Caroline Eliacheff, über Rosenbüschen verstreut.
Im Jahr 2016 wurde anlässlich ihres hundertsten Geburtstages von der französischen Post eine 80-Cent-Briefmarke mit ihrem Konterfei herausgegeben.
Françoise Giroud war Trägerin des Verdienstordens der Ehrenlegion und des Ordre national du Mérite. Die Gartenanlage der Place d’Italie im 13. Arrondissement von Paris wurde nach ihr benannt.

## Veröffentlichungen
in deutscher Übersetzung
- Dior: Christian Dior 1905–1957. München 1987, ISBN 3-88814-247-4.
- Alma Mahler oder die Kunst, geliebt zu werden. Originaltitel: Alma Mahler ou l’art d’être aimée. Darmstadt 1989, ISBN 3-552-04114-1.
- Wenn wir von Europa sprechen – ein Dialog zwischen Françoise Giroud und Günter Grass. Originaltitel: Ecoutez-moi. Frankfurt am Main 1989, ISBN 3-630-61835-9.
- Die Männer und die Frauen. Originaltitel: Les hommes et les femmes. Frankfurt am Main 1994, ISBN 3-10-026003-1.
- Trio infernale oder das Leben der Jenny Marx. Beltz, Weinheim 1994, ISBN 3-88679-230-7.[4]
- Die Liebhaberin. Originaltitel: Mon très cher amour ... Düsseldorf 1995, ISBN 3-547-73218-2.
- Lehrreiche Lektionen. Originaltitel: Leçons particulières. Frankfurt am Main 1996, ISBN 3-596-13193-6.
- Cosima Wagner – mit Macht und mit Liebe. Originaltitel: Cosima la sublime. München 1998, ISBN 3-423-24133-0.
- Marie Curie – „Die Menschheit braucht auch Träumer“. München 1999, ISBN 3-612-26602-0.
- Zwei und zwei sind drei. Originaltitel: Deux et deux font trois. München 2003, ISBN 3-426-61285-2.

in französischer Sprache
- Francoise Giroud vous présente le Tout-Paris. Neuauflage des Buches aus 1952. Éditions Gallimard, Paris 2013, ISBN 978-2-07-013986-6.
- Jenny Marx ou la femme du diable. Laffont, Paris 1992, ISBN 2-221-06808-4.
- Alix de Saint-André (Hrsg.): L’histoire d’une femme libre. Collection Blanche, Éditions Gallimard, Paris 2013, ISBN 978-2-07-013840-1. (postum)
  - Ich bin eine freie Frau. Übersetzung Patricia Klobusiczky. Wien : Zsolnay, 2016